# Stellaria perfoliata
Stellaria perfoliata är en nejlikväxtart som beskrevs av K. H. Rechinger. Stellaria perfoliata ingår i släktet stjärnblommor, och familjen nejlikväxter. Inga underarter finns listade i Catalogue of Life.